# Moulin à eau Ouellet de Cap-Saint-Ignace
Pour les articles homonymes, voir Moulin à eau (homonymie).

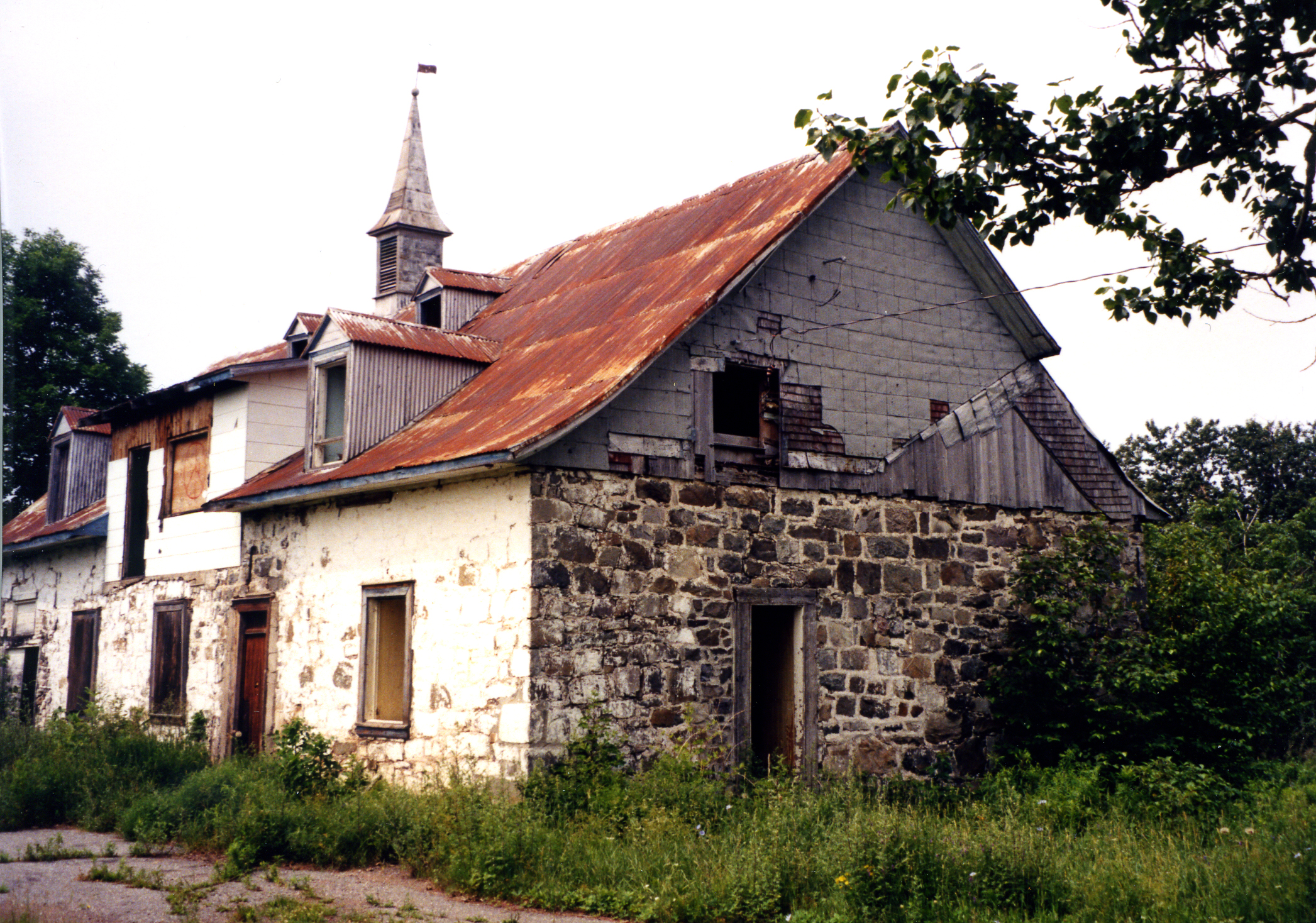
Moulin Ouellet, situé à Cap-Saint-Ignace, en 1999, avant les premiers travaux de restauration.

Le Moulin à eau Ouellet de Cap-Saint-Ignace est l'un des derniers moulins à eau du Québec au Canada.

## Identification
- Nom du bâtiment : Moulin à eau Ouellet de Cap-Saint-Ignace
- Adresse civique :
- Municipalité : Cap-Saint-Ignace
- Propriété :

## Construction
- Date de construction : 1823
- Nom du constructeur :Joseph Boulet maître-maçon
- Nom du propriétaire initial :Antoine-Gabriel Chenet et Lucie Riverin, co-seigneurs de la seignerie de Vincelotte.

## Chronologie
- Évolution du bâtiment :
- Autres occupants ou propriétaires marquants :
  - 1971-1994 : Gouvernement du Québec
  - 1994 : Corporation du relais équestre de la Seigneurie Vincelotte
- Transformations majeures :
  - 2001 : Travaux de restauration (nouvelle fenestration et maçonnerie rafraîchie)
  - 2009 : Corporation Municipale de Cap-Saint-Ignace

## Architecture
Le 21 août 1823, Joseph Boulet, Maître-maçon, s'engage à la construction d'un moulin en pierre de cinquante pieds anglais de long sur trente deux pieds français de large et de seize pieds de haut à la plus haute terre. Il doit commencer à y travailler dès l'automne pour avoir la pierre et le tuf qui serviront à la construction des murs. Il doit faire et couvrir le moulin durant l'été prochain. Le marché est consenti pour la somme de six cents livres courant.
Un autre marché est consenti le 20 juillet 1824 à Edward Ennis, constructeur de moulins, pour la fabrication de deux paires  meules de quatre  pieds de diamètre  lesquelles doivent être livrées le premier avril 1825. Le premier meunier Alexi Paquet et sa femme Euphrosine Turgeon demeurent 26 ans jusqu, au premier mars 1851.
À la fonction de moudre le grain s'ajoute bientôt celle de carder et de fouler la laine. En témoigne un document sur lequel est inscrit "Main d'œuvre et matériaux employer pour le moulin à carder et à fouler. lors de la signature d'un bail le 3 janvier 1856 il est à nouveau fait mention de cette double fonction".
Le moulin à farine est incendié le 27 juin 1868. En fait foi, le document "comptes détaillés de la construction du moulin à farine brûlé le 27 juin 1868"; il a commencé à marcher le 27 septembre de la même année. Le coût de la reconstruction est établi à 719 livres 13 chelins.

## Protection patrimoniale
Depuis l'année 1970, différents groupes ont tenté tant bien que mal à sauver ce bâtiment, peine perdue faute de moyens financiers, le moulin a été dépouillé de ses roues et de tout le mécanisme qui les actionnaient.
Le 5 avril 2001, un nouvel organisme se formait sous l'appellation "REGROUPEMENT D'AMIS DU MOULIN OUELLET". Cette nouvelle corporation a obtenu ses lettres patentes le 5 avril 2001 sous le matricule 1160023934.
Ses objectifs sont de planifier et organiser des activités de mise en valeur du moulin et de son environnement, mettre en œuvre des activités visant à soutenir financièrement la restauration du bâtiment et sa mise en valeur.
Présentement, le regroupement d'amis est en discussion avec la municipalité propriétaire des lieux afin que cette dernière reconnaisse par un règlement le bâtiment comme patrimonial par la "CITATION" du moulin.

## Mise en valeur
- Constat de mise en valeur :
- Site d'origine : Oui
- Constat sommaire d'intégrité :
- Responsable : Regroupement d'amis du moulin Ouellet, fondé en 2001 pour la mise en valeur du moulin et le soutien au financement des travaux de restauration.

## Note
Le plan de cet article a été tiré du Grand répertoire du patrimoine bâti de Montréal et de l'Inventaire des lieux de mémoire de la Nouvelle-France.